# Magnetic Island National Park
Magnetic Island National Park är en nationalpark i Australien.   Den ligger i kommunen Townsville och delstaten Queensland, i den nordöstra delen av landet, 1 800 km norr om huvudstaden Canberra. Magnetic Island National Park ligger 260 meter över havet. Arean är 27,9 kvadratkilometer. Den ligger på ön Magnetic Island.